# Arne Dahl: Mörkertal
Arne Dahl: Mörkertal (en inglés: "Arne Dahl: Hidden Numbers"), es una miniserie sueca transmitida del 15 de marzo del 2015 al 22 de marzo del 2015 y dirigida por Caroline Cowan.
Es la sexta miniserie y la octava parte de la franquicia de Arne Dahl.
La miniserie es una adaptación a la pantalla de la novela "Arne Dahl: Mörkertal" publicada en el 2005 del autor sueco Jan Arnald, quien en ocasiones firma bajo el seudónimo de "Arne Dahl".
La miniserie es precedida por Arne Dahl: Dödsmässa y sucedida por la miniserie Arne Dahl: Efterskalv.

## Historia
Dos jóvenes niñas suecas son encontradas muertas a las afueras de Bruselas, las circunstancias de sus muertes señalan una viciosa operación de tráfico y a la banda de motocilcista sueca conocida como "Black Hearts". Cuando otra niña desaparece en la misma área, la unidad especial "Grupo A" es llamada al caso, pronto el equipo identifica un patrón entre los casos.
Poco después un sospechoso de secuestro es brutalmente asesinado y su conexión con los "Black Hearts" se vuelve aún más intrigante. Ahora el destino de la niña desaparecida ahora está en manos de la unidad.
Mientras tanto Paul investiga una reclamación echa por una trabajadora sexual contra un agente del escuadrón de vicios que alegaba que había atacado a una acompañante, el oficial acusado es Bengt Åkesson, quien resulta ser el nuevo novio de Kerstin.

## Personajes

### Personajes principales
| Actor                | Personaje       | Ocupación                        | Especialidad              | Episodios | Duración |
| -------------------- | --------------- | -------------------------------- | ------------------------- | --------- | -------- |
| Malin Arvidsson      | Kerstin Holm    | Inspectora en Jefe de la Unidad  | -                         | 2         | 2015     |
| Shanti Roney         | Paul Hjelm      | Jefe de Asuntos Internos         | -                         | 2         | 2015     |
| Magnus Samuelsson    | Gunnar Nyberg   | Detective de la Unidad "Grupo A" | -                         | 2         | 2015     |
| Niklas Åkerfelt      | Arto Söderstedt | Detective de la Unidad "Grupo A" | Análisis                  | 2         | 2015     |
| Alexander Salzberger | Jorge Chavez    | Detective de la Unidad "Grupo A" | Tecnología en Información | 2         | 2015     |
| Vera Vitali          | Sara Svenhagen  | Detective de la Unidad "Grupo A" | Pedofília y Tráfico       | 2         | 2015     |
| Natalie Minnevik     | Ida Jankowicz   | Detective de la Unidad "Grupo A" | Idiomas                   | 2         | 2015     |
| Alexander Karim      | Bengt Åkesson   | Detective de la Policía          | -                         | 2         | 2015     |

### Personajes secundarios
| Actor                    | Personaje         | Ocupación                          | Episodios | Duración |
| ------------------------ | ----------------- | ---------------------------------- | --------- | -------- |
| Kenneth Milldoff         | Frank Albrekt     | Comisionado Nacional de la Policía | 2         | 2015     |
| Iwa Boman                | Siw Parwin        | Doctora Forense                    | 2         | 2015     |
| Claes Hartelius          | Brynolf Svenhagen | -                                  | 2         | 2015     |
| Vanna Rosenberg          | Lotta Björk       | Secretaria                         | 2         | 2015     |
| Emil Almén               | Måns Karlén       | -                                  | 2         | 2015     |
| Erik Bolin               | Jörgen Jansson    | -                                  | 2         | 2015     |
| Veronica Dahlström       | Carola Hedberg    | -                                  | 2         | 2015     |
| Cedomir Djordjevic       | Ragge             | -                                  | 2         | 2015     |
| Felicia Ahlberg          | Freja Jeppsson    | -                                  | 2         | 2015     |
| Felix Engström           | Peter Jeppsson    | -                                  | 2         | 2015     |
| Saga Gärde               | Sanna Jeppsson    | -                                  | 2         | 2015     |
| Agnes Hargne Wallander   | Angelica          | -                                  | 2         | 2015     |
| Lisa Henni               | Pia               | -                                  | 2         | 2015     |
| Fredrik Hiller           | Markus Kilander   | -                                  | 2         | 2015     |
| Fredrik Lycke            | Tomas Törnblom    | -                                  | 2         | 2015     |
| Madeleine Martin         | Lina Alfredsson   | -                                  | 2         | 2015     |
| Emma Mehoniç             | Susanna Semick    | -                                  | 2         | 2015     |
| Kardo Mirza              | Patrik            | -                                  | 2         | 2015     |
| Sara Månberg             | Lykke Svedberg    | -                                  | 2         | 2015     |
| Andreas Nilsson          | Klas              | -                                  | 2         | 2015     |
| Anders Palm              | Robert            | -                                  | 2         | 2015     |
| Fransesca Quartey        | Malin Eriksson    | -                                  | 2         | 2015     |
| Nora Rios                | Mira              | -                                  | 2         | 2015     |
| Andreas Rothlin-Svensson | Hans Danielsson   | -                                  | 2         | 2015     |
| Maria Sundbom            | Terese            | -                                  | 2         | 2015     |
| Peter Viitanen           | David             | -                                  | 2         | 2015     |
| Ola Björkman             | -                 | Padre de Lykke                     | 2         | 2015     |
| Ulrika Lindberg          | -                 | Madre de Lykke                     | 2         | 2015     |

## Episodios
La miniserie estuvo conformada por 2 episodios.

## Producción
La miniserie fue dirigida por Caroline Cowan, escrita por Fredrik Agetoft, Erik Ahrnbom, Arne Dahl y Linn Gottfridsson. Contó con la participación del productor Ulf Synnerholm, en apoyo con los ejecutivos Tasja Abel, Lars Blomgren, Wolfgang Feindt, Lena Haugaard, Henrik Zein y Christian Wikander, también participaron el productor asociado Frank Seyberth (de ZDF) y el productor de línea Mattias Arehn. 
La música de la miniserie estuvo en manos de Niko Röhlcke.
La cinematografía estuvo a cargo de Tomaz Blanck, mientras que la edición a cargo de Rickard Krantz y Erlend Kristoffersen.
El primer episodio fue estrenado el 15 de marzo del 2015 con una duración de 1 hora, mientras que el segundo episodio estrenado el 22 de marzo del 2015 duró 1 hora.
En la miniserie participó la compañía de producción "Filmlance International AB". Fue distribuida por "Film1" en el 2015 en la televisión limitada en los Países Bajos, por "Sveriges Television (SVT)" en televisión en Suecia y por "Yleisradio (YLE)" en Finlandia en televisión.

### Emisión en otros países
| País      | Título                    | Fecha de Estreno   |
| --------- | ------------------------- | ------------------ |
| Finlandia | Arne Dahl: Pimeyden kutsu | 7 de abril de 2015 |
| Noruega   | Arne Dahl: Mørketall      | -                  |